# William Herndon
William Henry Herndon (Greensburg, 25 de dezembro de 1818 – Springfield, 18 de março de 1891) foi um advogado e biógrafo de Abraham Lincoln.

## Vida
Herndon mudou de Kentucky para Springfield quando ele tinha cinco anos. Herndon estudou no Colégio Illinois de 1836-1837. Seguindo a universidade, ele retornou ao Springfield, onde ele morou até 1841, quando ele entrou em prática com a lei Lincoln. Ambos eram membros do Partido Whig e aderiu ao Partido Republicano incipientes após a dissolução da Whigs. Em 1858, Herndon conduziu a oposição e a investigação na Illinois Biblioteca Estadual para ser usado contra Stephen A. Douglas, em 1860 à corrida presidencial. Herndon foi um grande opositor da escravidão de Abraham Lincoln, e afirmou que ele ajudou a mudar Lincoln com sua opinião sobre o assunto. Ele sentiu que Lincoln actuou demasiado lentamente contra a emissão na sequência da sua eleição como Presidente. Herndon sentiu que a única forma de livrar o país da escravidão foi "através da sangrenta revolução." Na sequência do assassinato de Lincoln, Herndon começou a recolher histórias de Lincoln da vida de quem o conhecia. Herndon pretendia escrever um retrato fiel de seu amigo e parceiro de lei, baseado em suas próprias observações e em centenas de cartas e entrevistas que ele tinha elaboradas para o efeito. Ele estava determinado a apresentar Lincoln como um homem, ao invés de um santo, e para revelar coisas que a prevalecente era vitoriana disse convenções devem ser deixadas de fora da biografia de um grande herói nacional.
Herndon e Lincoln acreditavam que os "oficiais" biógrafos, Nicolay e Hay, iria contar a história de Lincoln ", com as classes, contra as massas." Herndon também buscou fora as informações de Lincoln com familiares, colegas, vizinhos, em Nova Salém e Springfield, direitos parceiros, colegas no bar, no Illinois legislatura, os partidos políticos aliados e os associados da Casa Branca. Nomes de representantes ao incluir Ninian Wirt Edwards (cunhado), Kate Roby Gentry (colega de escola), Mentor Graham (professor), John Hay, cuja carta de 5 de Setembro de 1866 discute Lincoln diário da vida na Casa Branca e termina com a afirmação de que ele era "o maior personagem desde Cristo", John B. Helm (loja escriturário), Sarah Bush, Johnston Lincoln (madrasta), Stephen T. Logan (parceiro de lei), Leonard Swett (jurista), Francisca Wallace (cunhada ), E Robert L. Wilson (um dos "Long Nine", um grupo de alto Whigs, incluindo Lincoln, que serviram juntos na legislador no Illinois 1830).
Herndon organizou uma pesquisa por categorias, tais como:
- Lincoln em desenvolvimento (Lincoln's Development)
- Lincoln e o namoro com a Miss Owens (Lincoln's Courtship with Miss Owens)
- O Lincoln debate com Douglas (The Lincoln-Douglas Debate)
- Miss Rutledge e Lincoln (Miss Rutledge and Lincoln)
- Lincoln é maneiras (Lincoln's Ways)

Herndon manteve inúmeros obstáculos de escrever o livro planejado até que ele conheceu um jovem colaborador, Jesse W. Weik, que fundamenta o projeto até a conclusão, em 1888. A biografia foi finalmente publicado, em 1889, intitulado Lincoln's Herndon: A Verdadeira História de uma Grande Vida.
Herndon morreu em 1891 em decorrência da pandemia de gripe de 1889-1890 e está enterrado no Cemitério de Oak Ridge, em Springfield, no mesmo cemitério em que Lincoln está enterrado.

## Obras
- Lincoln's Herndon por David Herbert Donald
- "Herndon's Lincoln: A Verdadeira História de uma Grande Vida", William H. Herndon Weik e Jesse W. (1889)
- Cartas: William H. Herndon ao Jesse W. Weik, 16 de janeiro de 1886, Herndon-Weik Collection, Biblioteca do Congresso, e Mary Todd Lincoln a David Davis, 6 de Março, [1867], " Mary Todd Lincoln: Sua Vida em Cartas ", ed. Justin G. Turner e Linda Turner Leavitt (1972)
- "O Abraham Lincoln a gênese de encobrir: O Ilustre Censurado, Origens de um Antepassado," R. Vicente Enlow, [relativo às contas do Herndon] http://genealogytoday.com/us/lincoln/genesis.html (2001)
- "Collected Works de Abraham Lincoln," Abraham Lincoln, Ed. Roy Basler P. (1953): 15 Fevereiro 1848 Carta de Lincoln para Herndon.